# 松井美緒
松井 美緒（まつい みお、旧姓：菊池、1974年1月15日 - ）は、日本のタレント。
新潟県新潟市出身。夫は元プロ野球選手の松井稼頭央。

## 来歴
地元の高校を卒業後、1年間会社に勤務した。その後CMモデルを経て、上京した。
2000年1月1日に結婚し、12日に挙式をした。松井と知り合ったきっかけはレポーターを務めていたテレビ番組『スポーツ・スポッターズ』にゲスト出演したことによる。同年11月9日に長女が誕生した。

## 人物
- 2児の母。
- 結婚後はしばらく家庭に専念していた。2021年7月まで芸能事務所・オスカープロモーションに所属した。現在はフリーランス。

## 出演

### テレビ番組
- スポーツ・スポッターズ（テレビ朝日）[7]- 同番組のレポーターを務めた[5]。
- トゥナイト2（テレビ朝日）- 同上[3]。
- 嗚呼!バラ色の珍生!!（1998年10月 - 1999年9月、日本テレビ）
- ボクらの時代 （2009年1月11日、フジテレビ）
- フジテレビ開局55周年特番　ジャンクSPORTSスペシャル （2013年10月6日、フジテレビ）
- ヒルナンデス!（2019年1月31日、日本テレビ）

### ラジオ番組
- オトナカレッジ （2013年11月19日、文化放送）

### CM
- UCC上島珈琲 すらっと茶（共演：中村玉緒）[3]
- エスエス製薬 エスファイトゴールドDX